# Akademisk årshögtid
Den akademiska årshögtiden är en europeisk universitetstradition med rötter i medeltiden och antik symbolik. Vid svenska universitet inleds festligheterna med ceremoniella doktorspromotioner, prisutdelningar och installationer av professorer. Årshögtidens kväll innebär vanligen en strikt och påkostad bankett som mot natten övergår i ett mer uppsluppet firande med dans.